# Can Fàbrega (Torroella de Fluvià)
Can Fàbrega és una masia de grans dimensions del municipi de Torroella de Fluvià (Alt Empordà) inclosa en l'Inventari del Patrimoni Arquitectònic de Catalunya. Està situada al costat de la carretera, a la banda nord-est del nucli de Vilacolum.

## Descripció
És una masia de planta irregular, en forma d'u. Tot i haver estat molt modificada al llarg dels anys en funció de les necessitats d'ús, conserva encara alguns elements originals d'interès. Aquesta casa té planta baixa i un pis, de la qual destaca la porta d'accés en arc de mig punt amb grans dovelles. Al seu costat hi ha una altra obertura, però és d'època moderna. Al primer pis trobem elements molt interessants, com són les finestres. Destaca la finestra de sobre la porta de tipologia gòtica, així com la de l'esquerra per ser allindanada. Al costat dret també cal destacar la finestra emmarcada per una motllura, i carreuada com també ho són les finestres de la façana lateral. La coberta de l'edifici és a dues vessnats amb cobriment de teula.

## Història
La masia té el seu origen durant la segona meitat del segle xv i inicis del segle xvi, i conserva alguns elements originals d'aquell període. Tanmateix, ha experimentat nombroses modificacions al llarg del temps. A una intervenció de principis del segle xix correspon l'escut esmentat, datat el 1813.